# هدلی (تگزاس)
هدلی، تگزاس (به انگلیسی: Hedley, Texas) یک شهر در ایالات متحده آمریکا با جمعیت ۳۷۹ نفر است که در تگزاس واقع شده‌است.

## موقعیت جغرافیایی
موقعیت جغرافیایی شهرها و مناطق اطراف به شرح زیر است: